# 심종석
심종석(沈宗錫, 일본식 이름: 靑木道明, 1908년 7월 13일 ~ 1988년 11월 26일)은 일제강점기의 관료이며 대한민국의 정치인이자 법조인, 기업인이다.

## 생애
충청남도 공주군 출신으로 공주고등보통학교와 경성법학전문학교를 나왔다. 고등문관시험에 합격하여 일제 강점기 말기에 황해도 신계군과 신천군의 군수를 지냈다. 신천군수이던 1943년을 기준으로 정7위에 서위되어 있었다.
미군정에서 서울지방법원 소년부 판사를 역임하며 법조계로 전업한 뒤 변호사를 개업하고 활동하였으며, 4·19 혁명으로 제1공화국 이승만 정권이 붕괴했을 때 정계에 투신하여, 제2공화국 윤보선·장면 정부 때, 초대 참의원(상원)으로서, 제5대 국회의원에 당선되었다. 그리고, 초대 참의원 법제사법위원회 위원장을 역임하였다. 이후 증권 분야의 기업인으로 활동하면서, 제3공화국 박정희 정권 때에는, 집권여당인 민주공화당의 중앙상임위원회 위원장을 역임했다.
2008년 공개된 민족문제연구소의 친일인명사전 수록예정자 명단의 관료 부문에 포함되어 있다.

## 가계
- 9대조 : 심택현
- 8대조 : 심규 - 해주목사 · 증 좌찬성
- 7대조 : 심항지 - 영조 부마 심능건의 숙부, 대전시 교육감 심재갑의 6대조, 대전시장 · 충청남도지사 · 행정조정실장 · 청와대 행정수석 · 국회의원 · 국민중심당 대표 · 자유선진당 대표 · 지방자치발전위원장 · 청송심씨 대종회장 심대평의 7대조, 검찰총장 심우정의 8대조
- 6대조 : 심능순
- 5대조 : 심의인
- 고조부 : 심수택
- 증조부 : 심상직 - 의금부 도사
- 조부 : 심원섭
- 아버지 : 심재기
  - 본인 : 심종석 - 군수 · 초대 참의원(상원의원) · 초대 참의원 법제사법위원회 위원장 · 민주공화당 중앙상임위원회 위원장 
    - 장남 : 심우평
    - 차남 : 심우길
    - 삼남 : 심우열
    - 사남 : 심우상
    - 오남 : 심우일
    - 장녀 : 심영순
    - 차녀 : 심영옥

## 약력
- 공주공립고등보통학교 졸업
- 경성법학전문학교 졸업
- 고등문관시험 합격
- 조선총독부 군수
- 서울지방법원 소년부 판사
- 변호사
- 제5대 국회의원 (초대 참의원)
- 초대 참의원 법제사법위원회 위원장
- 민주공화당 충청남도 제3지구당 위원장
- 민주공화당 중앙상임위원회 위원장
- 제일화재해상보험주식회사 전무
- 한국연합증권금융주식회사 이사
- 동일증권 사장
- 삼화흥산 회장
- 대한증권업협회 부회장

## 참고자료
- 심종석 - 대한민국헌정회
- 심종석(沈宗錫) - 국사편찬위원회

## 같이 보기
- 심택현
- 심능건
- 심종협
- 심환진
- 심선택
- 심동구
- 심재갑
- 심대평